# Kim Jong-sin
Kim Jong-sin (kor. 김 종신; ur. 17 maja 1970) – południowokoreański zapaśnik w stylu wolnym. Srebrny medalista olimpijski z  Barcelony 1992. Startował w kategorii 48 kg.
Trzykrotny uczestnik mistrzostw świata. Zdobył złoty medal w 1989 i brązowy w 1991. Złoto na igrzyskach azjatyckich w 1990 i piąte miejsce w 1994. Mistrz Azji w 1995, drugi w 1988 i trzeci w 1989. Pierwszy w Pucharze Świata w 1989 i 1991 roku. Mistrz świata juniorów z 1988.